# Нижний Кугенер (Новоторъяльский район)
Нижний Кугенер (мар. Эҥерӱмбал) — деревня в Новоторъяльском районе Республики Марий Эл. Входит в состав Масканурского сельского поселения.

## География
Находится в северо-восточной части республики Марий Эл на расстоянии приблизительно 12 км по прямой на северо-запад от районного центра посёлка Новый Торъял.

## История
Основана в 1800 году новокрещёными черемисами. В 1811 году в селении было уже 16 дворов, 42 человека. В 1834 году здесь числилось 17 дворов, 122 жителя. В 1884 году в деревне было 38 дворов, проживали 236 человек, все черемисы. В 1905 году в деревне насчитывалось 33 двора, проживали 230 человек. В 1917 году в деревне насчитывался 261 житель, 43 двора, в 1920 году 256 человек, в 1929 году 45 дворов. В 1936 году здесь числился 41 двор, 200 человек, в 1939 году проживали 275 человек. В 1973 году в деревне насчитывалось 47 хозяйств, 179 жителей, в 1988 150 человек. На 1999 год в деревне числилось 36 дворов, 88 человек, в 2002 году числился 31 двор. В советское время работали колхозы имени Ворошилова, «Гвардия» и «Памяти Ленина».

## Население
Население составляло 78 человек (мари 99 %) в 2002 году, 62 в 2010.